# Cheval portugais de sport
Le cheval portugais de sport (portugais : Português de Desporto, CPD), ou Lusitano Sport, est un registre généalogique de chevaux de sport créé au Portugal. Il provient de croisements entre le Lusitanien et des chevaux hollandais et allemands. Sa sélection vise surtout la discipline sportive du dressage. 

## Histoire
Cette race est nommée Português de Desporto sur la base de données DAD-IS.
Le registre généalogique (stud-book) du Cavalos Português de Desporto est créé au début des années 2000 au Portugal. L'appellation Lusitano Sport est propre à l'élevage du Français Sylvain Massa, en France, qui réalise des croisements entre le Lusitanien et des races de chevaux de dressage allemandes et hollandaises, plus généralement entre des mères lusitaniennes et des étalons de dressage d'autres races.
Ce croisement est parfois critiqué, car accusé d'altérer la race du Lusitanien.
Le 31 juillet 2018, un accord est signé entre Sylvain Massa, propriétaire de la marque Lusitano Sport, et l'Associação Portuguesa de Criadores de Raças Selectas (APCRS), pour créer une section Lusitano Sport dans le stud-book du cheval portugais de sport.

## Description
Un Lusitano Sport doit obligatoirement avoir entre 12,5 % et 75 % d'ancêtres Lusitanien.
Au Portugal, la sélection de cette race est gérée par la Associação Portuguesa de Criadores de Raças Selectas, qui définit les règles du stud-book.

## Utilisations
Les premiers résultats sportifs en dressage pour les chevaux issus de ce croisement remontent aux Jeux olympiques d'été de 2008 et aux Jeux équestres mondiaux de 2010, notamment grâce à Galopin de Lafont, monté par Daniel Pinto. C'est cependant Robinson de Lafont*de Massa, élu cheval de dressage de l'année 2014 par le site Cavadeos, qui est le représentant le plus connu de cette race en France.
Deux chevaux portugais de sport ont participé au championnat du monde des jeunes chevaux de dressage de 2019, organisé à Ermelo aux Pays-Bas du 1er au 4 août.
En saut d'obstacles, sur les 135 chevaux qualifiés en 2021 pour participer à la finale du championnat national d'obstacles du Portugal, 5 sont des chevaux portugais de sport.

## Diffusion de l'élevage
Le cheval portugais de sport est classé comme race locale exotique. C'est une race de chevaux « de niche ». Le stud-book du cheval portugais de sport est conventionné en France. Le Lusitano Sport est élevé à l'élevage Massa, à La Font-du-Broc dans le Var, représentant 70 % des chevaux présents dans cet élevage. Il s'agit d'un grand élevage, puisque 72 naissances y ont été prévues pour la seule année 2015.